# Абай (Актюбинская область)
Абай (каз. Абай, до 1997 года — Сухиновка) — село в Хромтауском районе Актюбинской области Казахстана. Административный центр Абайского сельского округа. Находится на реке Ойсылкара примерно в 11 км к юго-западу от центра города Хромтау. Код КАТО — 156033100.

## Население
В 1999 году население села составляло 713 человек (361 мужчина и 352 женщины). По данным переписи 2009 года, в селе проживал 351 человек (190 мужчин и 161 женщина).